# Hloratni eksplozivi
Hloratni eksplozivi (takođe hloratiti) su nehomogeni eksplozivi na bazi hlorata. Smeše hlorata alkalnih metala natrijuma i kalijuma sa organskim jedinjenjima bogatim ugljenikom kao što je npr. B. drvno brašno, nafta, ulja, masti ili nitro derivati benzena, toluena ili naftalena.  Hloratni eksplozivi nisu se proizvodili u Nemačkoj od kraja Drugog svetskog rata.

## Istorija
Godine 1786. francuski hemičar Klod-Luj Bertole dobija, pored kalijum-hlorida, i do sada nepoznatu so unošenjem hlora u vreli rastvor kalijum-hidroksida, kalijum-hlorata, koji pri zagrevanju lako odaje kiseonik. Bertolet je novu so nazvao „previše oksidovanom hlorovodoničnom potašom“. Ubrzo je došao na ideju da koristi hlorat da zameni kalijum nitrat u proizvodnji novog baruta, pošto je proizvod napravljen sa kalijum hloratom bio znatno eksplozivniji od konvencionalnog.  Prvi pokušaji zajedno sa de Lavoazijeom u državnoj fabrici baruta u Korbeju dovela je do nekoliko fatalnih nesreća zbog visoke osetljivosti hlorata na udar.  Da bi se proizveo manje opasan hloratni eksploziv, sumpor je u početku izostavljen, a kasnije su uvedene druge komponente kao što su skrob, kolofonij ili šećer da zameni prah drvenog uglja.  Zbog štetnih efekata na vatreno oružje, kao što je korozija, upotreba baruta je ubrzo napuštena. Hemičari PA Blejk i Herman Šprengel usvojili su princip početnog paljenja od 1870. o živinom fulminatu za hloratne eksplozive, zbog čega su neki hlorati nazivani i „Sprengel eksplozivi“.  Sprengel je kao komponente prvi put pored hlorata koristio različita - uglavnom tečna - organska nitro jedinjenja kao što su nitrobenzol, nitronaftalen i pikrinska kiselina.

## Sastav
Hloratit je eksploziv sastavljen od kalijum hlorata, sumpora i šećera u sastavu 80/10/10 i, kao i ANFO, veoma je stabilan i nakon razrade potreban mu je detonator broj 6. Moguće je da je dodatak aluminijuma prouzrokovaće povećanje njegove efikasnosti kao i kod drugih eksploziva.

## Svojstva i tipovi
Hloratni eksplozivi su nehomogeni eksplozivi, tj. odnosno, sastoje se od najmanje dve komponente: 
- jakog oksidacionog sredstva (hlorat) i
- supstance koja može oksidirati.

U prvim tipovima koji su korišćeni kao zamena za barut, kalijum hlorat se mešao sa sumporom i ugljem, što je rezultiralo mešavinom koja je bila eksplozivna, ali i izuzetno osetljiva na udar i trenje. Svi kasniji hloratni eksplozivi sadržali su druge supstance koje mogu oksidirati umesto ugljenika i sumpora; to su u početku bile jednostavne organske mešavine kao što su skrob, brašno ili šećer. Kasnije su dodati tečni organski rastvarači - kao što su tečni ugljovodonici. PA Blake, Hermann Sprengel i EAG Street su koristili viskoznija ulja i dodatna organska nitro jedinjenja, što je povećalo eksplozivnu snagu i istovremeno smanjilo osetljivost na trenje. Kada se koriste viskozni rastvarači, hloratni eksplozivi se nazivaju Cheddite. Odeljenje Sjedinjenih Država armije izvestio je još 1992. o proizvodnji želatinskog čedita kao plastičnog eksploziva za vojne svrhe u Švajcarskoj. 

## Hloracija
Hloratit 1 i hloratit 2 sastoje se od 70-80% ili 70-85% kalijum ili natrijum hlorata 12-20% ili 10-20% organskih nitro jedinjenja, svaki 1-5% biljnog brašna i 3-5% ugljovodonika, ulja ili masti. U slučaju hloratita 1, dodato je 2–6% nitroglicerina. Hloratit 3 sadrži 88-91% kalijum ili natrijum hlorata, 9-12% organskih ugljovodonika i dodatak drvnog brašna.  Brzina detonacije u eksploziji za hloratit 3 je samo 3,35 km/s−1,  ali je njegova eksplozivna snaga ~1 TNT ekvivalent (eksplozivna snaga u odnosu na TNT). Ove mešavine osetljive na trenje su uglavnom zamenjene eksplozivima kojima se može rukovati.

## Čedit
Eksplozivne mešavine hlorata sa vezivnim sredstvima/rastvaračima kao što su ulja, smole ili nitroceluloza sa dodatkom nitro jedinjenja nazivaju se čediti. Oni su obično mnogo čvršći od hloratita i najviše liče na hloratit 2.

## Eksplozivne smeše
Veoma eksplozivne su smeše sa supstancama koje se lako oksidiraju kao što su sumpor, fosfor, jod i ugljenik, koje mogu eksplodirati usled trenja, udara ili udara. Najeksplozivnije smeše su sa crvenim fosforom i smatraju se sličnim dinamitu („ Armstrong mešavina“) kada se pomešaju veoma fino. U tehnologiji, količine u jednocifrenom opsegu miligrama se stoga mešaju samo vlažne i koriste se sa vezivnim sredstvima za kape i prajmere. Mešanje suvih komponenti koje se koriste u eksperimentima sa predavanjima korišćenjem ptičjeg perja je previše opasno i nepotrebno, jer prema A. Stettbacheru  u 96 odsto etanola smesa se može obaviti bezbedno i tek nakon isparavanja alkohola dolazi do eksplozije pritiska. Ovo se dešava i kada se hlorat pomeša sa organskim materijama, npr. B. drvno brašno ili nafta nakon trenja, udara ili početnog paljenja. To je često rezultiralo nesrećama.

## Ograničeno korišćenje
U EU, hloratni eksplozivi sa sadržajem hlorata preko 85% mogu se koristiti samo u rudnicima soli. 

## Korišćenje Hloratnih eksploziva
Zbog lakoće proizvodnje, više puta su ga koristile terorističke grupe.
Njegov sastav je baziran na 90% kalijum hlorata i 10% glicerina, bez ikakvih drugih aditiva, koji su često koristile gerilske grupe šezdesetih godina, njegova brzina detonacije je uporediva sa brzinom ANFOS-a ili hidrogelova, verovatno oko 5.000 do 6.000 m/s. Uzorci ovog jedinjenja locirani su 30 godina nakon njegove pripreme, a njegova efikasnost je dokazana i nakon ovog perioda.

## Literatura
- Moritz Ferdinand Gätzschmann: Die Lehre von den bergmännischen Gewinnungsarbeiten. J.G. Engelhardt, 1846; S. 221 (Digitalisat)
- Josef Köhler, Rudolf Meyer, Axel Homburg: Explosivstoffe. 10. Auflage, Wiley-VCH, 2008,  978-3-527-32009-7; S. 65 (Digitalisat)
- Richard Escales: Die Chloratsprengstoffe. Veit, Leipzig, 1910, (Reprint 2002),  3-8311-2616-X.